# Case Arse
(François Lenormant)
Case Arse, in passato noto con il nome di Paradiso, è un rione di Catanzaro teatro di una rivolta e di un incendio che ebbe luogo l'8 maggio 1461 e al quale si deve il nome. 

## Storia

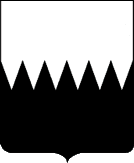
Stemma della famiglia Ruffo

Nel 1461, gli abitanti di Catanzaro si ribellarono contro la famiglia Ruffo, che dominava la città dal XIV secolo. L'8 maggio fu preso d'assalto il castello, con l'obiettivo di mettere in fuga il marchese Antonio Centelles, ma durante la rivolta scoppiò un incendio di amplissime proporzioni frenato però dal vento, che limitò il numero delle vittime. Secondo la tradizione popolare il rogo sarebbe stato appiccato dallo stesso nobile in fuga e sarebbe stato invece contenuto da San Vitaliano.